# Hıdrellez

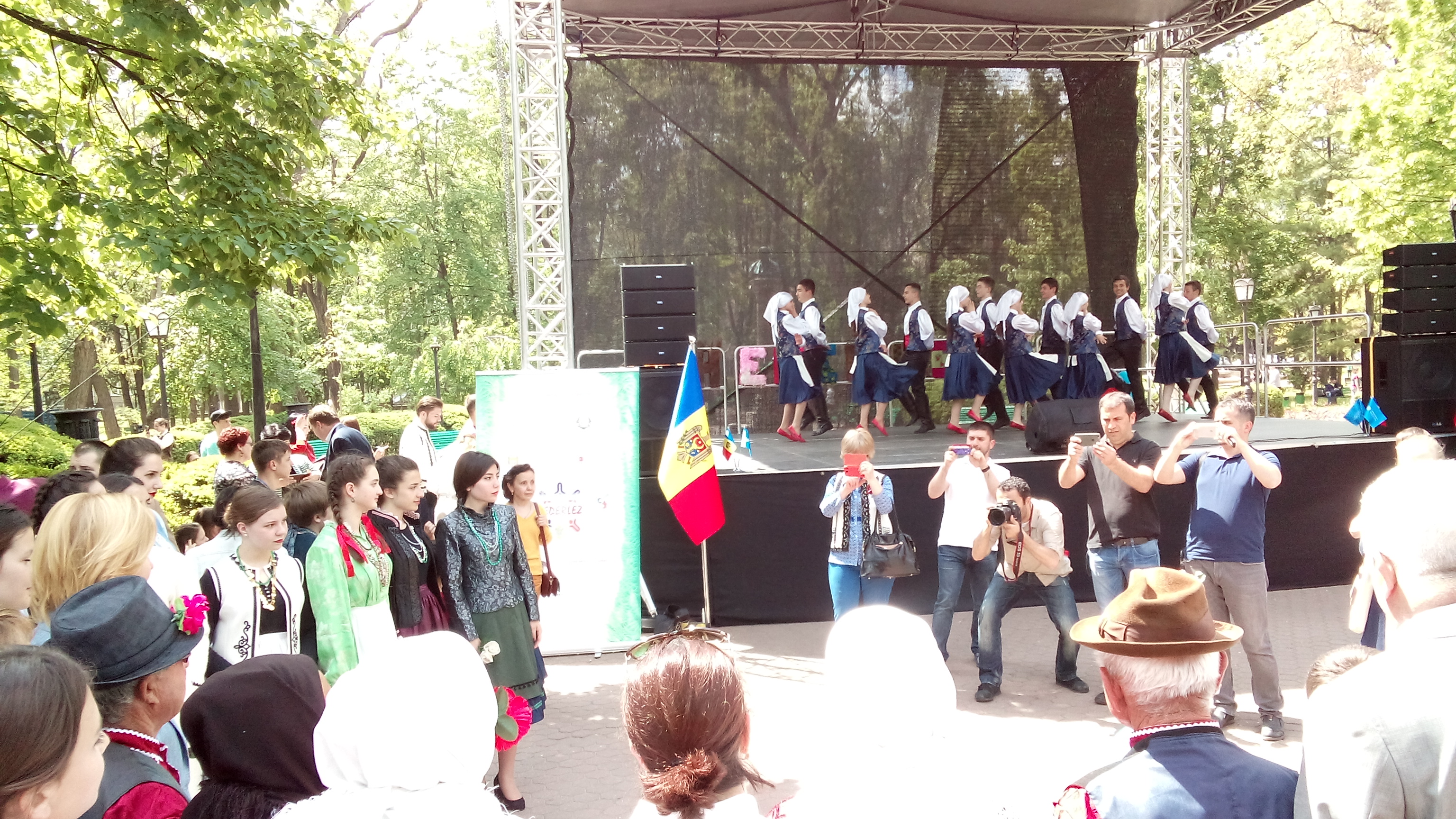
Tanz-Aufführung zum Hıdrellez-Tag 2017 in Chișinău, Republik Moldau

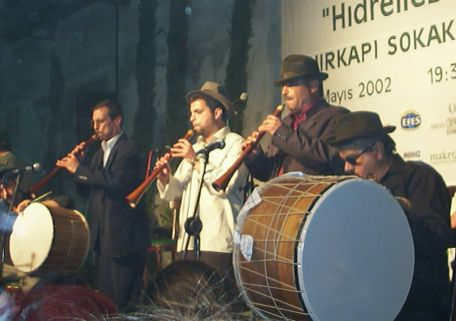
Musiker mit Zurna und Davul auf einem Hıdrellez-Fest in Istanbul

Hıdrellez (Namensvarianten: Hıdırlez, Hıdırellez, Hederlez, Edirlez) ist ein Frühlingsfest, das am 6. Mai vor allem bei verschiedenen Turkvölkern gefeiert wird. Der Termin des Festes entspricht dem 23. April und damit dem Georgstag des Julianischen Kalenders. Der Name für das Fest geht auf eine Kombination der Namen der beiden Heiligen al-Chidr und Elias zurück, die sich der Überlieferung zufolge an diesem Tag regelmäßig treffen sollen. Die UNESCO hat Ende 2017 das Hıdrellez-Fest in der Türkei und in Nordmazedonien in die Repräsentative Liste des immateriellen Kulturerbes der Menschheit aufgenommen. Das Hıdrellez-Fest ist nicht mit dem im Prinzip gleichnamigen Chidir-Liyās-Fest der Jesiden zu verwechseln, das im Februar gefeiert wird.

## Verbreitung

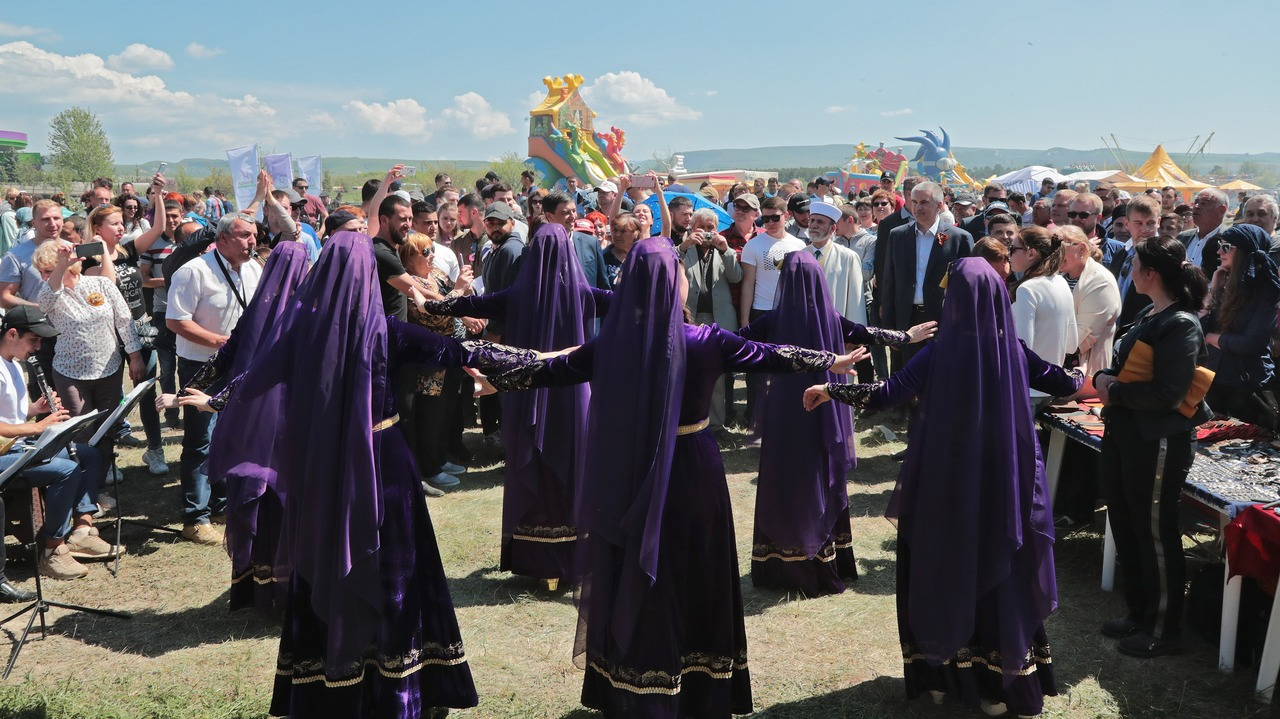
Hıdrellez-Feiern auf der Krim

In der Türkei ist das Fest in ganz Anatolien verbreitet. Es wird sowohl von den sunnitischen Türken gefeiert, als auch von schiitischen Gruppierungen wie den Aleviten und Tahtacı. Daneben ist das Hıdrellez-Fest auch bei den Krimtataren in der Ukraine und in der Dobrudscha, bei den Gagausen in der Republik Moldau sowie den Muslimen in Nordmazedonien und im Kosovo verbreitet. Die auf der Balkanhalbinsel lebenden Roma begehen das Fest ebenfalls und besingen es mit ihrem Volkslied Ederlezi. Während im Kosovo das Fest in Städten und Dörfern begangen wird, beschränkt es sich in Anatolien auf die ländlichen Gegenden.
Durch Migrationsbewegungen ist das Hıdrellez-Fest mittlerweile auch im deutschsprachigen Raum angekommen. In dem 2012 abgeschlossenen Staatsvertrag zwischen der Stadt Hamburg und der Alevitischen Gemeinde Deutschland wird es als alevitischer Feiertag anerkannt.

## Kalendarische Bedeutung
Der heutige Termin des Hıdrellez-Festes, das in vielen Regionen schon am Abend des 5. Mai beginnt, liegt ungefähr am Mittelpunkt der Zeitperiode vom Frühlingsäquinoktium am 20./21. März und der Sommersonnenwende am 21. Juni.

### Übereinstimmung mit dem Georgstag
Das Hıdrellez-Fest wurde vor Einführung des Gregorianischen Kalenders in der Türkei am 23. April gefeiert und entspricht somit dem Georgstag. Die Übereinstimmung der beiden Tage wurde schon von dem byzantinischen Kaiser Johannes VI. Kantakuzenos (gest. 1383) beobachtet. Er erklärt in einem seiner apologetischen Werke, dass der Heilige Georg „auch von den Muslimen verehrt wird, von denen er allerdings Χετηρ ’Hλίαζ genannt wird.“ Bei den orthodoxen Kirchen, die bis heute am  Julianischen Kalender festhalten, besteht die terminliche Übereinstimmung bis heute weiter.

### Hıdrellez als Jahresteiler im türkischen Volkskalender

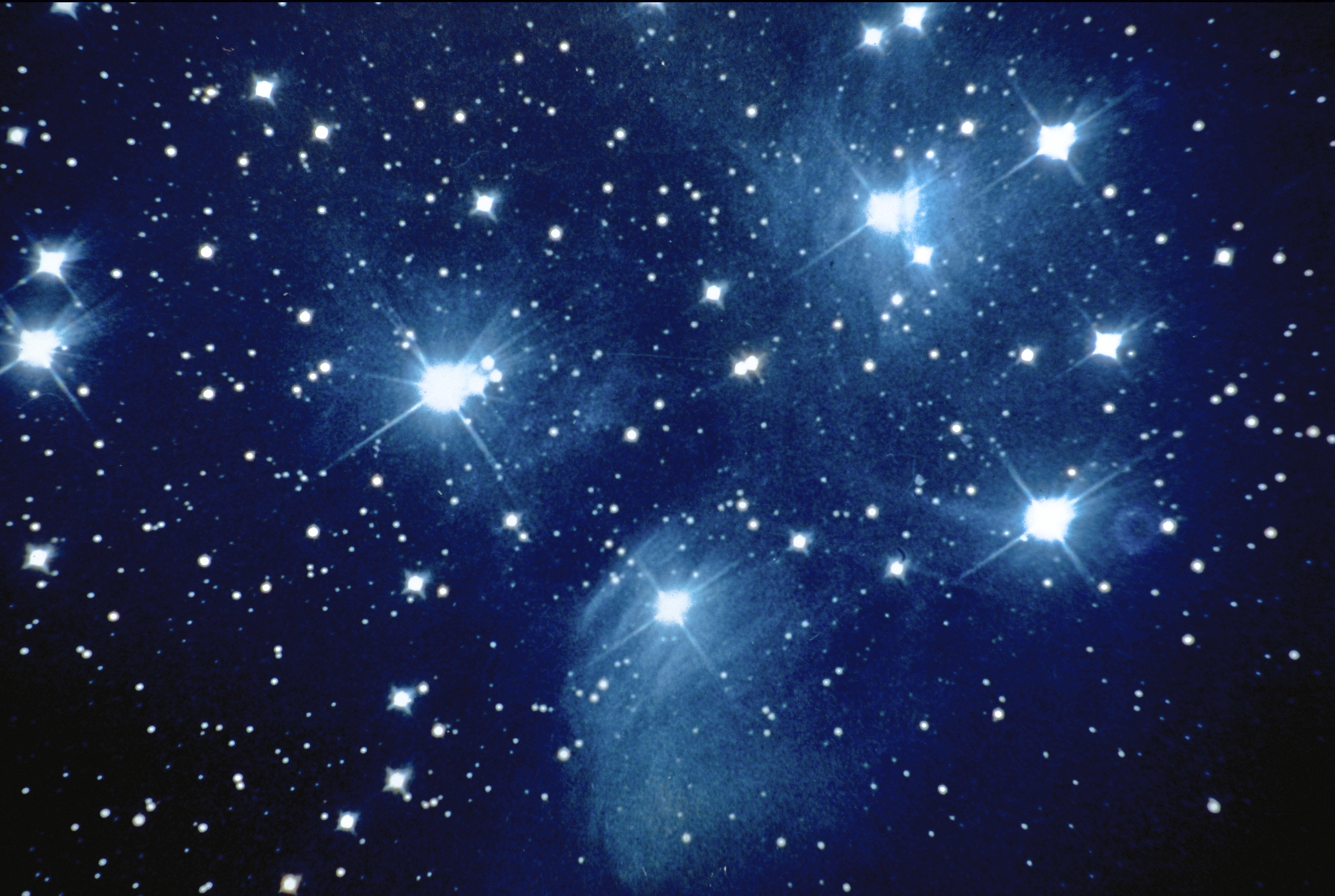
Der Frühuntergangspunkt der Plejaden markierte in vielen Kulturen den Beginn des Sommers und ist Grundlage des Hıdrellez-Tags.

Der Hıdrellez-Tag gilt im türkischen Volkskalender als Anfang der Sommerzeit, die sich von diesem Tag bis zum 7. November (julian. 26. Oktober), dem sogenannten Kasım-Tag, erstreckte. Der November wird deswegen im Türkischen auch Kasım genannt. Die Unterteilung des Jahres mit Hilfe dieser beiden Daten, Chidr- und Kasım-Tag, lässt sich anhand von osmanischen Archivquellen weit zurückverfolgen. Sie geht auf einen alten, in verschiedenen Kulturen nachweisbaren Volkskalender zurück, der sich nach dem heliakischen Auf- bzw. Untergang der Plejaden richtet.
Mit Hilfe der Daten von Frühaufgang und Frühuntergang der Plejaden teilte man bereits in der Antike das Jahr astronomisch in zwei Abschnitte, Sommer und Winter, ein. Nach Hesiod sollte der Bauer beim Frühaufgang der Plejaden mit der Ernte beginnen, beim Frühuntergang mit dem Pflügen. Die Verwendung der Plejaden zur Bestimmung des Kalenders bot sich deswegen an, weil sich ihre Auf- und Untergänge im Gegensatz zu den Äquinoktien im Frühling und Herbst nicht nur berechnen, sondern auch leicht beobachten ließen. Die beiden wichtigsten Daten des Plejadenlaufs, Frühuntergang und Spätaufgang, gingen als Georgstag (23. April) und Demetriustag (26. Oktober) auch in den byzantinisch-christlichen Kalender ein und erfüllten noch dort die gleiche Funktion der Jahresteilung.
Bei den frühen Türken Zentralasiens spielte die Beobachtung der Plejaden ebenfalls eine essentielle Rolle bei der regelmäßigen Anpassung des Mondkalenders an das Sonnenjahr. Nach Louis Bazin gehen beide Daten, Kasım und Hıdrellez, auf den alttürkischen Plejadenkalender zurück, der sich später bei den anatolischen Türken mit der griechisch-christlichen Tradition der Jahresteilung vermischte.

### Dauer
Der eigentliche Hıdrellez-Tag ist der 6. Mai, die Nacht davor ist die Hıdrellez-Nacht. Im Kosovo beginnen die Feierlichkeiten bereits am 5. Mai morgens. In der Dobrudscha werden mehrere Handlungen erst am Freitag nach dem Fest, der Hıdırlez Cuması oder auch Tepreš  genannt wird, vorgenommen. Die häuslichen Vorbereitungen für das Fest beginnen allerdings lange Zeit (im Kosovo einen Monat) vorher. Für die notwendigen Ausgaben wird Geld beiseitegelegt.

## Vorstellungen

### Zusammenkunft von Chidr und Elias
Allgemein liegt dem Fest die Vorstellung zugrunde, dass in der Hıdrellez-Nacht Chidr und Elias ein jährliches Treffen abhalten. Die Stelle, an der die beiden Gestalten zusammentreffen, ist nach verbreiteter Ansicht ein Rosenstock. Zur Sicherung der eigenen Gesundheit soll man deshalb in der Hıdrellez-Nacht vor Anbruch des Morgens einen seiner persönlichen Gegenstände oder an einem Stofffetzen befestigte Kopf- oder Barthaare an einen Rosenzweig binden, wobei gleichzeitig eine Gebetsformel gesprochen werden muss. In der Umgebung von Bursa kennzeichnen die einzelnen Familienmitglieder ihr Geld, stecken es in einen Beutel und hängen es in dieser Nacht an einen Rosenstock oder legen es an seine Wurzel. Am folgenden Tag nimmt jeder sein Geld aus dem Beutel wieder heraus und legt es in die eigene Geldbörse zurück. Wer an diesem Brauch teilnimmt, soll in seinem Leben nie in finanzielle Schwierigkeiten geraten.
Nach einer anderen Überlieferung soll die Zusammenkunft von Chidr und Elias irgendwo an der Küste, dort also, wo Meer und Festland aufeinandertreffen, stattfinden. Yaşar Kemal, der diesem Fest in seinem 1971 veröffentlichten Roman Bin Boğalar Efsanesi (Das Lied der tausend Stiere) ein literarisches Denkmal gesetzt hat, gibt ein Bild von den Vorstellungen, die sich um die Hidrellez-Nacht ranken:

„In dieser Nacht werden sich Elias, der Schutzheilige des Meeres, und Hizir, der Schutzheilige des Festlandes, treffen. Seit Anbeginn aller Zeiten ist es immer so gewesen in dieser Nacht, einmal im Jahr. Sollte es ihnen in einem Jahr einmal misslingen, wären die Meere nicht mehr Meere und das Land nicht mehr Land. Die Meere wären ohne Wellen, ohne Licht, ohne Fische, ohne Farben und würden austrocknen. Auf dem Land würden keine Blumen blühen, keine Vögel und Bienen würden mehr fliegen, der Weizen würde nicht mehr sprießen, die Bäche nicht mehr fließen, Regen nicht fallen, und Frauen, Stuten, Wölfinnen, Insekten, alles, was da fleucht und kreucht, Vögel, alle Geschöpfe würden unfruchtbar. Wenn sie sich nicht treffen, die beiden … dann werden Hizir und Elias zu Vorboten des Jüngsten Gerichts.“

### Hıdrellez als Chidr-Fest
Zwar setzt sich Hıdrellez eigentlich aus zwei Namen zusammen, doch beziehen sich fast alle der Vorstellungen, die mit diesem Fest zusammenhängen, allein auf Chidr. Er soll den Orten, die er in der Hıdrellez-Nacht durchstreift, Heil und Segen verleihen. Nach verbreitetem Glauben besucht er an Hıdrellez auch die Häuser der Menschen. Aus diesem Grund versucht man, verschiedene Methoden
anzuwenden, um das, was sich an Speisen, Getränken, Hab und Gut in den Häusern befindet, von ihm segnen zu lassen. Zum Beispiel lässt man Gefäße mit Speisen, Speicherräume und Geldbörsen unverschlossen. Haus und Garten werden gründlich gereinigt, weil Chidr nach allgemeiner Vorstellung unsaubere Häuser nicht aufsucht. In einigen Gebieten werden die Häuser sogar rundum neu getüncht. Auch die Kleidung muss sauber und ordentlich sein. Gewöhnlich kaufen Familienväter ihren Frauen und Kindern für das Hıdrellez-Fest neue Kleidung und Schuhe.
Nach den Hıdrellez-Tagen hört man üblicherweise einige Geschichten darüber, dass Chidr dieses oder jenes Haus besucht oder bestimmte Wunder gewirkt habe. Gewöhnlich bleiben einige Personen in der Hoffnung, eine Begegnung mit Chidr zu erlangen und seinen Segen zu erhalten, in der Hıdrellez-Nacht bis zum Morgen auf und gehen auf Feldern und Wiesen spazieren oder verbringen die Zeit mit Andacht und Gebet.
Im Osmanischen Reich wurde das Hıdrellez-Fest meist einfach nur Rūz-i Ḫızır (Chidr-Tag) genannt. Der osmanische Sufi İsmail Hakkı Bursevî (gest. 1725) setzt dieses Fest explizit zu der vegetativen Kraft al-Chidrs in Beziehung. So schreibt er in einem seiner Werke:

„Chidr kommt von ḫuḍra, was ,Grün‘ bedeutet. Es ist der Beiname von Balyān b. Malkān..., der von der Lebensquelle getrunken hat. Balyā setzte sich eines Tages auf die trockene Erde. Da dieser Ort unter die Wirkung seines Lebens geriet, ergrünte und sich mit Frische erfüllte, gab man ihm den Beinamen Chidr. Später ist es um des Segens willen ein Personenname geworden, und dass man den wohlbekannten Tag mitten im Frühling Rūz-i Ḫızır nennt, kommt ebenfalls daher. Denn in diesen Tagen werden die grünen Pflanzen stark, die Blüten öffnen sich, und die trockene, tote Erde findet neues Leben.“

## Bräuche

### Festmähler und Feiern

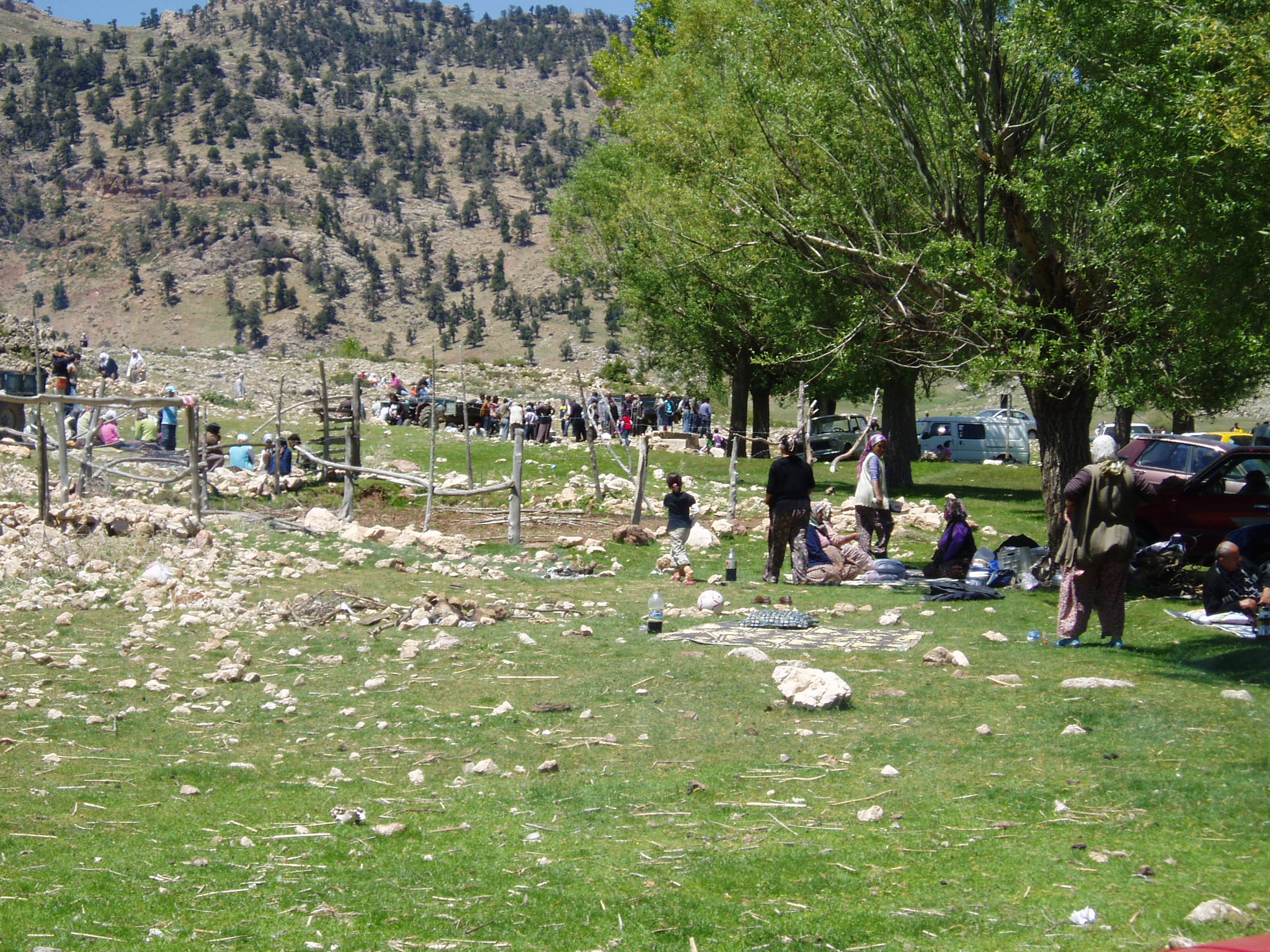
Hıdrellez-Feiern im Freien in der Nähe von Elmalı (Antalya)

In vielen Gegenden Anatoliens ist es Brauch, zum Hıdrellez-Fest ein Lamm zu schlachten und daraus ein Festmahl für die Familie und die Freunde zu bereiten.  Gewöhnlich schickt man von den Speisen auch etwas an die Familien der Armen. Bei den anatolischen Aleviten findet am Hıdrellez-Tag ein Semah statt. Man besucht die Gräber der Verwandten und bringt Speisen für ihre „Geister“ (ruhlar) mit. Verschiedene Bektaschi-Dichter haben für den Hıdrellez-Tag spezielle Gedichte verfasst.

### Bräuche zur Wunscherfüllung
An Hıdrellez werden üblicherweise viele Bittgebete gesprochen, denn an diesem Tag gesprochene Gebete werden nach verbreitetem Glauben immer erhört. Diejenigen, die sich etwas wünschen, gehen in der Hıdrellez-Nacht in den Garten und betreiben imitative Magie: wenn sie ein Haus wünschen, bauen sie das Modell eines Hauses, wenn sie Feld oder Garten wünschen, bearbeiten sie an einer Stelle den Boden, stecken Grünzeug hinein und stellen so das Modell des Gartens her. Wenn sie sich Geld wünschen, schneiden sie kleine, runde Papierschnipsel und stecken sie in einen Beutel. Mit diesen Symbolen teilen sie Chidr ihre Wünsche mit. Damit die ausgesprochenen Wünsche in Erfüllung gehen, gibt man Almosen und spricht Gelübde (adak). Diese Gelübde müssen „bei Chidr“ (Hızır hakkı için) geleistet werden. In verschiedenen Gebieten Anatoliens pflegt man die eigenen Wünsche über das Wasser dem Chidr zukommen zu lassen. Jeder schreibt diejenigen Dinge, die er haben möchte oder in seinem Leben zu erreichen wünscht, auf einen Zettel. Später wirft er diesen je nach dem Ort, an dem er sich befindet, in einen Bach, ins Meer oder in einen Fluss. In einigen Küstengegenden fährt man sogar mit Booten aufs Meer hinaus und streut die Zettel auf die Wellen, damit sie schneller zu Chidr gelangen, der dann, so der Glaube, die Wünsche in Erfüllung gehen lässt.

### Orakelbräuche
In der Umgebung von Balıkesir, Bursa und Bergama wird am Hıdrellez-Morgen mit dem Saft von unreifen Beeren ein Teig hergestellt und in zwei Klumpen aufgeteilt, von denen einer „Ja-Teig“ (Var Hamuru), der andere „Nein-Teig“ (Yok Hamuru) genannt wird. Anschließend beobachtet man, welcher der beiden Teigklumpen schneller aufgeht, und entscheidet danach, ob man in diesem Jahr bestimmte Anschaffungen tätigen soll oder nicht. Verbreitet ist auch ein Zwiebel-Orakel, bei dem zwei Zwiebelhalme am Vorabend des Hıdrellez-Tages mit Fäden gekennzeichnet werden, und am Morgen geschaut wird, welcher von beiden Halmen mehr gewachsen ist. Entsprechend soll das Jahr gut oder schlecht werden.
Fast in ganz Anatolien sowie bei den Türken Nordmazedoniens und des Kosovo ist ein Martifal genannter Orakelbrauch verbreitet. Dafür tragen am 5. Mai nachmittags junge Mädchen einen großen Topf von Tür zu Tür und fordern die Frauen auf, einen ihrer Gegenstände (Ring, Ohrring o.a.) in den Topf zu legen und dabei an einen Wunsch zu denken. Später wird der Topf mit Wasser aufgefüllt. In manchen Gegenden werden auch Blumen oder Kräuter in den Topf gesteckt oder, nachdem man den Topf mit einem Tuch verschlossen hat, darüber gelegt. Schließlich wird der Topf unter einen Rosenstock gestellt. Chidr, so der Glaube, kommt in der Nacht vorbei und beantwortet die Wünsche. Am Hıdrellez-Morgen versammeln sich die Frauen in einem Haus und holen den Topf herein. Sie trinken Milch oder Milchkaffee und setzen ein kleines Mädchen neben den Topf. Dann werden Bittgebete an Chidr gesprochen. Während das kleine Mädchen beginnt, die einzelnen Gegenstände aus dem Topf zu ziehen, sprechen die anwesenden Frauen Mâni-Gedichte. Aus demjenigen Mâni, das beim Herausziehen eines bestimmten Gegenstandes rezitiert wird, interpretiert man das zukünftige Schicksal derjenigen Frau, der der Gegenstand gehört. Die Prozedur wird fortgesetzt, bis das Mädchen alle Gegenstände aus dem Topf herausgeholt hat.
Allen diesen Orakelbräuchen liegt die Vorstellung zugrunde, dass Hıdrellez-Nacht und Hıdrellez-Morgen eine heilige Zeit sind, die dem Menschen bei Durchführung bestimmter Rituale ermöglichen, von Chidr, der als allwissend gilt,  eine Antwort auf Fragen über die eigene Zukunft zu erhalten.

### Magische Kräuter
Im Kosovo schneidet man am 5. Mai abends frische Zweige von den Bäumen und holt anschließend mit Kesseln Wasser aus einer Quelle. Am folgenden Tag werden die frischen Zweige morgens in dem Quellwasser gekocht. Anschließend werden mit diesem Wasser die Kinder gewaschen. In Westanatolien gelten am Hıdrellez-Tag gesammelte Feldblumen, die anschließend aufgebrüht werden, als Heilmittel gegen jede Art von Krankheit. Wenn man vierzig Tage lang vor Sonnenaufgang etwas von diesem Wasser auf die Augen streicht, so soll dies Jugend, Schönheit und ein langes Leben verleihen. Gebäck, das mit an diesem Tag gesammelten Kräutern gebacken wird, gilt als Mittel gegen jede Art von Schmerz. In anderen Gebieten sammelt man verschiedene Arten von Kräutern, bindet sie an den Stofffetzen eines bereits getragenen Kleidungsstückes und nagelt dieses an die Innenwand des eigenen Ofens oder Kamins.  Auf gleiche Weise gilt Joghurt, der in der Hıdrellez-Nacht mit frisch gemolkener Milch und Lab hergestellt wurde, als besonders gesund und wird gerne als Grundlage zur Herstellung von weiterem Joghurt verwendet.

### Vegetation und Fruchtbarkeit
Da nach allgemeiner Vorstellung Chidrs Segenskraft in der Hıdrellez-Nacht die gesamte Pflanzenwelt durchdringt, finden die Feierlichkeiten am darauffolgenden Tag im Freien unter Bäumen und auf Grünflächen statt. Daneben werden verschiedene Spiele auf freiem Feld veranstaltet. Paare, Freunde, Verwandte treffen sich und vergnügen sich zusammen. Diese eğlence genannten Vergnügungen spielen eine große Rolle am Hıdrellez-Tag und sind schon sehr alt: Sie sind schon im 16. Jahrhundert in einer Fatwa des Schaich al-Islām Mehmed Ebussuud Efendi (gest. 1572) erwähnt. Ein in Westanatolien verbreiteter Hıdrellez-Ritus besteht darin, sich auf die Wiesen zu legen und darauf zu wälzen.
In Anatolien gibt es auch den Brauch, dass der männliche Haushaltsvorstand frühmorgens am Hıdrellez-Tag ein Kalb in der Vorratskammer herumführt und ihm anschließend Brot zu fressen gibt. Wenn das Ritual vollzogen ist, soll das betreffende Jahr segenbringend sein. Das Kalb ist in diesem Fall eine Verkörperung des Korngeistes.

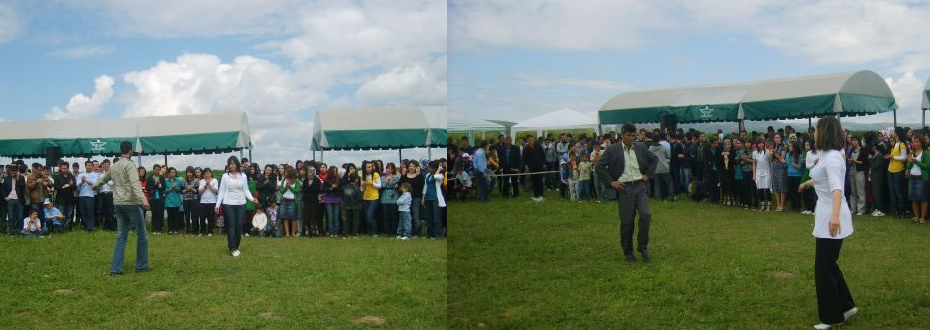
Hıdrellez-Feiern in Tuğcu bei Sungurlu

Auch das Verhältnis der Geschlechter spielt in den Bräuchen des Hıdrellez-Festes eine gewisse Rolle. Da seine Feierlichkeiten traditionsgemäß als die beste Gelegenheit zur Anbahnung von Verlöbnissen und Hochzeiten gelten, nehmen vor allem junge Frauen und Männer daran teil. In der Umgebung von Yozgat, wo Hıdrellez Eğrice genannt wird, schicken die jungen Männer an diesem Tag ihren Verlobten Kleidung, Speisen und ein geschmücktes Lamm, das Eğricelik genannt wird.  Eine in Halkalı aufgezeichnete Legende gibt diesem Geschehen einen mythischen Hintergrund. Danach waren auch die beiden Gestalten, nach denen das Fest benannt ist, ein Liebespaar: Hıdr ein Jüngling und Ellez ein Mädchen. Lange konnten die beiden nicht zusammenkommen, bis sie sich schließlich in der Nacht des 5. Mai trafen. Daraufhin starben sie aus Freude über ihre Vereinigung.

### Bräuche zur Sicherung der Gesundheit
Nach einem in Bergama verbreiteten Glauben gewinnen diejenigen, die in der Hıdrellez-Nacht ins Wasser steigen, Immunität gegen Krankheiten, da in jener Nacht den Gewässern Heiligkeit anhaftet.  In der Gegend von Samsun geht man am Hıdrellez-Morgen an den Strand und füllt ein Gefäß mit Meereswasser. Anschließend wird dieses Wasser im Inneren von Häusern versprüht, die dadurch gesegnet werden sollen.
Ein weiterer am Hıdrellez-Tag verbreiteter Brauch ist das Springen über das Hıdrellez-Feuer, in dem sperriger Hausmüll und Gestrüpp verbrannt werden. Als Schutz gegen den Bösen Blick und zum Erhalt der Gesundheit springt man mehrmals über dieses Feuer und spricht dabei bestimmte Tekerleme-Gedichte und Gebete.  Sogar Kranke nehmen an diesem Ritus teil, wobei man ihnen allerdings behilflich ist. An einigen Orten nimmt man anschließend die Asche auf und bestreicht damit die Gesichter. Bei diesem Brauch lässt sich im Gegensatz zu vielen anderen Hıdrellez-Bräuchen kein Bezug zur Chidr-Gestalt feststellen. Darüber hinaus wird am Hıdrellez-Tag auch viel geschaukelt.  Derjenige, der das nicht tut, soll angeblich Kreuzschmerzen bekommen.